# Großer Preis von Deutschland 1992
Der Große Preis von Deutschland 1992 (offiziell Grosser Mobil 1 Preis von Deutschland) fand am 26. Juli auf dem Hockenheimring in Hockenheim statt und war das zehnte Rennen der Formel-1-Weltmeisterschaft 1992.

## Berichte

### Hintergrund
Ein im Vergleich zum Großen Preis von Großbritannien zwei Wochen zuvor unverändertes Teilnehmerfeld trat zum zehnten WM-Lauf des Jahres in Deutschland an.
Mit Ayrton Senna (dreimal), Nigel Mansell und Michele Alboreto (jeweils einmal) traten drei ehemalige Sieger zu diesem Grand Prix an. Alboreto gewann dabei den Großen Preis von Deutschland als dieser auf dem Nürburgring ausgetragen wurde.

### Training
Die beiden Williams-Piloten Mansell und Riccardo Patrese qualifizierten sich souverän für die erste Startreihe vor den beiden McLaren MP4/7A von Senna und Gerhard Berger. Jean Alesi teilte sich die dritte Startreihe mit Michael Schumacher. Die vierte Reihe wurde von den beiden Ligier-Piloten Érik Comas und Thierry Boutsen gebildet.

### Rennen
Patrese gelang der beste Start, der ihn auf den ersten Metern in Führung brachte. Bereits in der ersten Kurve wurde er jedoch wieder von seinem Teamkollegen Mansell überholt. Hinter den beiden Williams folgten zu diesem Zeitpunkt jeweils die beiden Piloten der Teams McLaren, Benetton, Ferrari, Ligier und Lotus.
Bis auf die beiden Williams-Fahrer entschieden sich alle Kontrahenten für ein Rennen ohne zwischenzeitlichen Boxenstopp. Senna gelangte dadurch in Runde 15 auf den zweiten Rang und Schumacher in der 20. Runde auf den dritten Platz vor Patrese.
Im 33. Umlauf zog Patrese an Schumacher vorbei und schloss zu Senna auf. Beim Versuch, diesen in der letzten Runde zu überholen, drehte er sich ins Aus. Aufgrund seiner zurückgelegten Distanz wurde er dennoch als Achter gewertet. Mansell siegte vor Senna, Schumacher, Brundle, Alesi und Comas.
Mit seinem achten Saisonsieg stellte Mansell bereits im zehnten Rennen des Jahres einen 1988 von Senna aufgestellten Rekord ein. Senna hatte nach diesem Rennen keine Chance mehr, seinen Titel erneut zu verteidigen. Mit einem Sieg in Ungarn war Mansell Weltmeister, auch Patrese und Schumacher hatten im Gegensatz zu Senna noch theoretische Chancen.

## Meldeliste
| Team                           | Nr. | Fahrer             | Chassis          | Motor                       | Reifen |
| ------------------------------ | --- | ------------------ | ---------------- | --------------------------- | ------ |
| Honda Marlboro McLaren         | 01  | Ayrton Senna       | McLaren MP4/7A   | Honda RA122E 3.5 V12        | G      |
| Honda Marlboro McLaren         | 02  | Gerhard Berger     | McLaren MP4/7A   | Honda RA122E 3.5 V12        | G      |
| Tyrrell Racing Organisation    | 03  | Olivier Grouillard | Tyrrell 020B     | Ilmor 2175A 3.5 V10         | G      |
| Tyrrell Racing Organisation    | 04  | Andrea de Cesaris  | Tyrrell 020B     | Ilmor 2175A 3.5 V10         | G      |
| Canon Williams Team            | 05  | Nigel Mansell      | Williams FW14B   | Renault RS3C 3.5 V10        | G      |
| Canon Williams Team            | 06  | Riccardo Patrese   | Williams FW14B   | Renault RS3C 3.5 V10        | G      |
| Motor Racing Developments      | 07  | Eric van de Poele  | Brabham BT60B    | Judd GV 3.5 V10             | G      |
| Motor Racing Developments      | 08  | Damon Hill         | Brabham BT60B    | Judd GV 3.5 V10             | G      |
| Footwork Mugen Honda           | 09  | Michele Alboreto   | Footwork FA13    | Mugen-Honda MF-351H 3.5 V10 | G      |
| Footwork Mugen Honda           | 10  | Aguri Suzuki       | Footwork FA13    | Mugen-Honda MF-351H 3.5 V10 | G      |
| Team Lotus                     | 11  | Mika Häkkinen      | Lotus 107        | Ford Cosworth HB 3.5 V8     | G      |
| Team Lotus                     | 12  | Johnny Herbert     | Lotus 107        | Ford Cosworth HB 3.5 V8     | G      |
| Fondmetal                      | 14  | Andrea Chiesa      | Fondmetal GR01   | Ford Cosworth HB 3.5 V8     | G      |
| Fondmetal                      | 15  | Gabriele Tarquini  | Fondmetal GR02   | Ford Cosworth HB 3.5 V8     | G      |
| March F1                       | 16  | Karl Wendlinger    | March CG911      | Ilmor 2175A 3.5 V10         | G      |
| March F1                       | 17  | Paul Belmondo      | March CG911      | Ilmor 2175A 3.5 V10         | G      |
| Camel Benetton Ford            | 19  | Michael Schumacher | Benetton B192    | Ford Cosworth HB 3.5 V8     | G      |
| Camel Benetton Ford            | 20  | Martin Brundle     | Benetton B192    | Ford Cosworth HB 3.5 V8     | G      |
| BMS Scuderia Italia            | 21  | JJ Lehto           | Dallara 192      | Ferrari 037 3.5 V12         | G      |
| BMS Scuderia Italia            | 22  | Pierluigi Martini  | Dallara 192      | Ferrari 037 3.5 V12         | G      |
| Minardi Team                   | 23  | Alessandro Zanardi | Minardi M192     | Lamborghini 3512 3.5 V12    | G      |
| Minardi Team                   | 24  | Gianni Morbidelli  | Minardi M192     | Lamborghini 3512 3.5 V12    | G      |
| Ligier Gitanes Blondes         | 25  | Thierry Boutsen    | Ligier JS37      | Renault RS3C 3.5 V10        | G      |
| Ligier Gitanes Blondes         | 26  | Érik Comas         | Ligier JS37      | Renault RS3C 3.5 V10        | G      |
| Scuderia Ferrari               | 27  | Jean Alesi         | Ferrari F92A     | Ferrari 040 3.5 V12         | G      |
| Scuderia Ferrari               | 28  | Ivan Capelli       | Ferrari F92A     | Ferrari 040 3.5 V12         | G      |
| Central Park Venturi Larrousse | 29  | Bertrand Gachot    | Venturi LC92     | Lamborghini 3512 3.5 V12    | G      |
| Central Park Venturi Larrousse | 30  | Ukyō Katayama      | Venturi LC92     | Lamborghini 3512 3.5 V12    | G      |
| Sasol Jordan Yamaha            | 32  | Stefano Modena     | Jordan 192       | Yamaha OX99 3.5 V12         | G      |
| Sasol Jordan Yamaha            | 33  | Maurício Gugelmin  | Jordan 192       | Yamaha OX99 3.5 V12         | G      |
| Andrea Moda Formula            | 34  | Roberto Moreno     | Andrea Moda S921 | Judd GV 3.5 V10             | G      |
| Andrea Moda Formula            | 35  | Perry McCarthy     | Andrea Moda S921 | Judd GV 3.5 V10             | G      |

## Klassifikationen

### Qualifying
| Pos. | Fahrer             | Konstrukteur         | Vorqualifikation | Vorqualifikation  | 1. Qualifikationstraining | 1. Qualifikationstraining | 2. Qualifikationstraining | 2. Qualifikationstraining | Start |
| Pos. | Fahrer             | Konstrukteur         | Zeit             | Ø-Geschwindigkeit | Zeit                      | Ø-Geschwindigkeit         | Zeit                      | Ø-Geschwindigkeit         | Start |
| ---- | ------------------ | -------------------- | ---------------- | ----------------- | ------------------------- | ------------------------- | ------------------------- | ------------------------- | ----- |
| 01   | Nigel Mansell      | Williams-Renault     | –                | –                 | 1:38,340                  | 249,481 km/h              | 1:37,960                  | 250,449 km/h              | 01    |
| 02   | Riccardo Patrese   | Williams-Renault     | –                | –                 | 1:40,501                  | 244,117 km/h              | 1:38,310                  | 249,558 km/h              | 02    |
| 03   | Ayrton Senna       | McLaren-Honda        | –                | –                 | 1:40,331                  | 244,531 km/h              | 1:39,106                  | 247,553 km/h              | 03    |
| 04   | Gerhard Berger     | McLaren-Honda        | –                | –                 | 1:40,869                  | 243,226 km/h              | 1:39,716                  | 246,039 km/h              | 04    |
| 05   | Jean Alesi         | Ferrari              | –                | –                 | 1:42,563                  | 239,209 km/h              | 1:40,959                  | 243,010 km/h              | 05    |
| 06   | Michael Schumacher | Benetton-Ford        | –                | –                 | 1:42,183                  | 240,099 km/h              | 1:41,132                  | 242,594 km/h              | 06    |
| 07   | Érik Comas         | Ligier-Renault       | –                | –                 | 1:43,696                  | 236,595 km/h              | 1:41,942                  | 240,666 km/h              | 07    |
| 08   | Thierry Boutsen    | Ligier-Renault       | –                | –                 | 1:42,930                  | 238,356 km/h              | 1:42,112                  | 240,266 km/h              | 08    |
| 09   | Martin Brundle     | Benetton-Ford        | –                | –                 | 1:43,614                  | 236,783 km/h              | 1:42,136                  | 240,209 km/h              | 09    |
| 10   | Karl Wendlinger    | March-Ilmor          | –                | –                 | 1:44,173                  | 235,512 km/h              | 1:42,357                  | 239,690 km/h              | 10    |
| 11   | Johnny Herbert     | Lotus-Ford           | –                | –                 | 1:46,164                  | 231,095 km/h              | 1:42,645                  | 239,018 km/h              | 11    |
| 12   | Ivan Capelli       | Ferrari              | –                | –                 | 1:43,744                  | 236,486 km/h              | 1:42,748                  | 238,778 km/h              | 12    |
| 13   | Mika Häkkinen      | Lotus-Ford           | –                | –                 | 1:44,370                  | 235,068 km/h              | 1:42,749                  | 238,776 km/h              | 13    |
| 14   | Olivier Grouillard | Tyrrell-Ilmor        | –                | –                 | 1:44,689                  | 234,351 km/h              | 1:42,797                  | 238,665 km/h              | 14    |
| 15   | Aguri Suzuki       | Footwork-Mugen-Honda | –                | –                 | 1:44,359                  | 235,092 km/h              | 1:42,838                  | 238,569 km/h              | 15    |
| 16   | Ukyō Katayama      | Venturi-Lamborghini  | 1:46,599         | 230,152 km/h      | 1:46,406                  | 230,570 km/h              | 1:43,079                  | 238,012 km/h              | 16    |
| 17   | Michele Alboreto   | Footwork-Mugen-Honda | –                | –                 | 1:43,574                  | 236,874 km/h              | 1:43,171                  | 237,799 km/h              | 17    |
| 18   | Pierluigi Martini  | Dallara-Ferrari      | –                | –                 | 1:45,099                  | 233,437 km/h              | 1:43,556                  | 236,915 km/h              | 18    |
| 19   | Gabriele Tarquini  | Fondmetal-Ford       | 1:45,518         | 232,510 km/h      | 1:44,661                  | 234,414 km/h              | 1:43,777                  | 236,411 km/h              | 19    |
| 20   | Andrea de Cesaris  | Tyrrell-Ilmor        | –                | –                 | 1:43,790                  | 236,381 km/h              | 1:44,505                  | 234,764 km/h              | 20    |
| 21   | JJ Lehto           | Dallara-Ferrari      | –                | –                 | 1:45,132                  | 233,364 km/h              | 1:43,931                  | 236,060 km/h              | 21    |
| 22   | Paul Belmondo      | March-Ilmor          | –                | –                 | 1:45,190                  | 233,235 km/h              | 1:44,130                  | 235,609 km/h              | 22    |
| 23   | Maurício Gugelmin  | Jordan-Yamaha        | –                | –                 | 1:45,941                  | 231,582 km/h              | 1:44,521                  | 234,728 km/h              | 23    |
| 24   | Alessandro Zanardi | Minardi-Lamborghini  | –                | –                 | 1:45,788                  | 231,917 km/h              | 1:44,593                  | 234,566 km/h              | 24    |
| 25   | Bertrand Gachot    | Venturi-Lamborghini  | 1:45,766         | 231,965 km/h      | –                         | –                         | 1:44,596                  | 234,560 km/h              | 25    |
| 26   | Gianni Morbidelli  | Minardi-Lamborghini  | –                | –                 | 1:45,455                  | 232,649 km/h              | 1:44,763                  | 234,186 km/h              | 26    |
| DNQ  | Stefano Modena     | Jordan-Yamaha        | –                | –                 | 1:46,211                  | 230,993 km/h              | 1:45,088                  | 233,461 km/h              | –     |
| DNQ  | Eric van de Poele  | Brabham-Judd         | –                | –                 | 1:47,321                  | 228,604 km/h              | 1:45,098                  | 233,439 km/h              | –     |
| DNQ  | Andrea Chiesa      | Fondmetal-Ford       | 1:48,502         | 226,116 km/h      | 1:46,362                  | 230,665 km/h              | 1:45,459                  | 232,640 km/h              | –     |
| DNQ  | Damon Hill         | Brabham-Judd         | –                | –                 | 1:49,843                  | 223,355 km/h              | 1:45,871                  | 231,735 km/h              | –     |
| DNPQ | Roberto Moreno     | Andrea Moda-Judd     | 1:48,878         | 225,335 km/h      | –                         | –                         | –                         | –                         | –     |
| DSQ  | Perry McCarthy     | Andrea Moda-Judd     | –                | –                 | –                         | –                         | –                         | –                         | –     |

### Rennen
| Pos. | Fahrer             | Konstrukteur         | Runden | Stopps | Zeit        | Start | Schnellste Runde |
| ---- | ------------------ | -------------------- | ------ | ------ | ----------- | ----- | ---------------- |
| 01   | Nigel Mansell      | Williams-Renault     | 45     | 1      | 1:18:22,032 | 01    | 1:42,379         |
| 02   | Ayrton Senna       | McLaren-Honda        | 45     | 0      | + 4,500     | 03    | 1:42,272         |
| 03   | Michael Schumacher | Benetton-Ford        | 45     | 0      | + 34,462    | 06    | 1:43,690         |
| 04   | Martin Brundle     | Benetton-Ford        | 45     | 0      | + 36,959    | 09    | 1:43,246         |
| 05   | Jean Alesi         | Ferrari              | 45     | 0      | + 1:12,607  | 05    | 1:44,099         |
| 06   | Érik Comas         | Ligier-Renault       | 45     | 0      | + 1:36,498  | 07    | 1:44,453         |
| 07   | Thierry Boutsen    | Ligier-Renault       | 45     | 0      | + 1:37,180  | 08    | 1:43,944         |
| 08   | Riccardo Patrese   | Williams-Renault     | 44     | 1      | DNF         | 02    | 1:41,591         |
| 09   | Michele Alboreto   | Footwork-Mugen-Honda | 44     | 0      | + 1 Runde   | 17    | 1:45,474         |
| 10   | JJ Lehto           | Dallara-Ferrari      | 44     | 0      | + 1 Runde   | 21    | 1:45,517         |
| 11   | Pierluigi Martini  | Dallara-Ferrari      | 44     | 0      | + 1 Runde   | 18    | 1:45,382         |
| 12   | Gianni Morbidelli  | Minardi-Lamborghini  | 44     | 0      | + 1 Runde   | 26    | 1:45,825         |
| 13   | Paul Belmondo      | March-Ilmor          | 44     | 0      | + 1 Runde   | 22    | 1:45,496         |
| 14   | Bertrand Gachot    | Venturi-Lamborghini  | 44     | 0      | + 1 Runde   | 25    | 1:45,514         |
| 15   | Maurício Gugelmin  | Jordan-Yamaha        | 43     | 0      | + 2 Runden  | 23    | 1:48,450         |
| 16   | Karl Wendlinger    | March-Ilmor          | 42     | 0      | + 3 Runden  | 10    | 1:46,023         |
| –    | Gabriele Tarquini  | Fondmetal-Ford       | 33     | 0      | DNF         | 19    | 1:45,586         |
| –    | Andrea de Cesaris  | Tyrrell-Ilmor        | 25     | 0      | DNF         | 20    | 1:46,820         |
| –    | Johnny Herbert     | Lotus-Ford           | 23     | 0      | DNF         | 11    | 1:45,656         |
| —    | Ivan Capelli       | Ferrari              | 21     | 0      | DNF         | 12    | 1:46,029         |
| –    | Mika Häkkinen      | Lotus-Ford           | 21     | 0      | DNF         | 13    | 1:44,777         |
| –    | Gerhard Berger     | McLaren-Honda        | 16     | 0      | DNF         | 04    | 1:44,811         |
| –    | Olivier Grouillard | Tyrrell-Ilmor        | 8      | 0      | DNF         | 14    | 1:48,489         |
| –    | Ukyō Katayama      | Venturi-Lamborghini  | 8      | 0      | DNF         | 16    | 1:48,639         |
| –    | Aguri Suzuki       | Footwork-Mugen-Honda | 1      | 0      | DNF         | 15    | 2:03,333         |
| –    | Alessandro Zanardi | Minardi-Lamborghini  | 1      | 0      | DNF         | 24    | 2:33,909         |

## WM-Stände nach dem Rennen
Die ersten sechs des Rennens bekamen 10, 6, 4, 3, 2 bzw. 1 Punkt(e).

### Fahrerwertung
| Pos. | Fahrer             | Konstrukteur         | Punkte |
| ---- | ------------------ | -------------------- | ------ |
| 01   | Nigel Mansell      | Williams-Renault     | 86     |
| 02   | Riccardo Patrese   | Williams-Renault     | 40     |
| 03   | Michael Schumacher | Benetton-Ford        | 33     |
| 04   | Ayrton Senna       | McLaren-Honda        | 24     |
| 05   | Gerhard Berger     | McLaren-Honda        | 20     |
| 06   | Martin Brundle     | Benetton-Ford        | 16     |
| 07   | Jean Alesi         | Ferrari              | 13     |
| 08   | Mika Häkkinen      | Lotus-Ford           | 5      |
| 09   | Michele Alboreto   | Footwork-Mugen-Honda | 5      |
| 10   | Andrea de Cesaris  | Tyrrell-Ilmor        | 4      |
| 11   | Érik Comas         | Ligier-Renault       | 4      |
| 12   | Karl Wendlinger    | March-Ilmor          | 3      |
| 13   | Ivan Capelli       | Ferrari              | 2      |
| 14   | Pierluigi Martini  | Dallara-Ferrari      | 2      |
| 15   | Johnny Herbert     | Lotus-Ford           | 2      |
| 16   | Bertrand Gachot    | Venturi-Lamborghini  | 1      |

| Pos. | Fahrer               | Konstrukteur         | Punkte |
| ---- | -------------------- | -------------------- | ------ |
| 17   | Aguri Suzuki         | Footwork-Mugen-Honda | 0      |
| 18   | Gianni Morbidelli    | Minardi-Lamborghini  | 0      |
| 19   | Thierry Boutsen      | Ligier-Renault       | 0      |
| 20   | Maurício Gugelmin    | Jordan-Yamaha        | 0      |
| 21   | JJ Lehto             | Dallara-Ferrari      | 0      |
| 22   | Christian Fittipaldi | Minardi-Lamborghini  | 0      |
| 23   | Olivier Grouillard   | Tyrrell-Ilmor        | 0      |
| 24   | Ukyō Katayama        | Venturi-Lamborghini  | 0      |
| 25   | Paul Belmondo        | March-Ilmor          | 0      |
| 26   | Eric van de Poele    | Brabham-Judd         | 0      |
| 27   | Gabriele Tarquini    | Fondmetal-Ford       | 0      |
| 28   | Damon Hill           | Brabham-Judd         | 0      |
| –    | Stefano Modena       | Jordan-Yamaha        | 0      |
| –    | Andrea Chiesa        | Fondmetal-Ford       | 0      |
| –    | Roberto Moreno       | Andrea Moda-Judd     | 0      |
| –    | Alessandro Zanardi   | Minardi-Lamborghini  | 0      |

### Konstrukteurswertung
| Pos. | Konstrukteur         | Punkte |
| ---- | -------------------- | ------ |
| 01   | Williams-Renault     | 126    |
| 02   | Benetton-Ford        | 49     |
| 03   | McLaren-Honda        | 44     |
| 04   | Ferrari              | 15     |
| 05   | Lotus-Ford           | 7      |
| 06   | Footwork-Mugen-Honda | 5      |
| 07   | Ligier-Renault       | 4      |
| 08   | Tyrrell-Ilmor        | 4      |

| Pos. | Konstrukteur        | Punkte |
| ---- | ------------------- | ------ |
| 09   | March-Ilmor         | 3      |
| 10   | Dallara-Ferrari     | 2      |
| 11   | Venturi-Lamborghini | 1      |
| 12   | Minardi-Lamborghini | 0      |
| 13   | Jordan-Yamaha       | 0      |
| 14   | Brabham-Judd        | 0      |
| 15   | Fondmetal-Ford      | 0      |
| –    | Andrea Moda-Judd    | 0      |